# Svojkovice (Jihlavai járás)
Svojkovice település Csehországban, a Jihlavai járásban. Svojkovice Rozseč, Markvartice, Želetava és Předín településekkel határos. Lakosainak száma 49 fő (2024. január 1.).

## Népesség
A település lakosságának változását az alábbi diagram mutatja:
| Lakosok száma | 272  | 257  | 244  | 154  | 99   | 64   | 51   | 49   | 45   | 49   |
|               | 1869 | 1890 | 1921 | 1950 | 1980 | 2001 | 2017 | 2019 | 2022 | 2024 |